# Jämtlands län
Jämtlands län (provincie Jämtland) is een provincie van Zweden, gelegen in het midden van de regio Norrland. Ze omvat de landschappen Jämtland en Härjedalen en delen van Ångermanland en Hälsingland. De grootste stad, tevens provinciehoofdstad, is Östersund.
Jämtlands län heeft een oppervlakte van 49.443 km² en beslaat daarmee 12% van Zweden. In 2021 telde de provincie 131.869 inwoners.

## Gemeenten
In Jämtlands län liggen de volgende gemeenten:
| - Åre - Berg - Bräcke - Härjedalen | - Krokom - Östersund - Ragunda - Strömsund |

## Bestuur
Jämtlands län heeft, zoals alle Zweedse provincies, een meerduidig bestuur. Binnen de provincie vertegenwoordigt de landshövding de landelijke overheid. Deze heeft een eigen ambtelijk apparaat, de länsstyrelse. Daarnaast bestaat de landsting, dat feitelijk een eigen orgaan is naast het län, en dat een democratische bestuur, de landstingsfullmäktige, heeft dat om de vier jaar wordt gekozen.

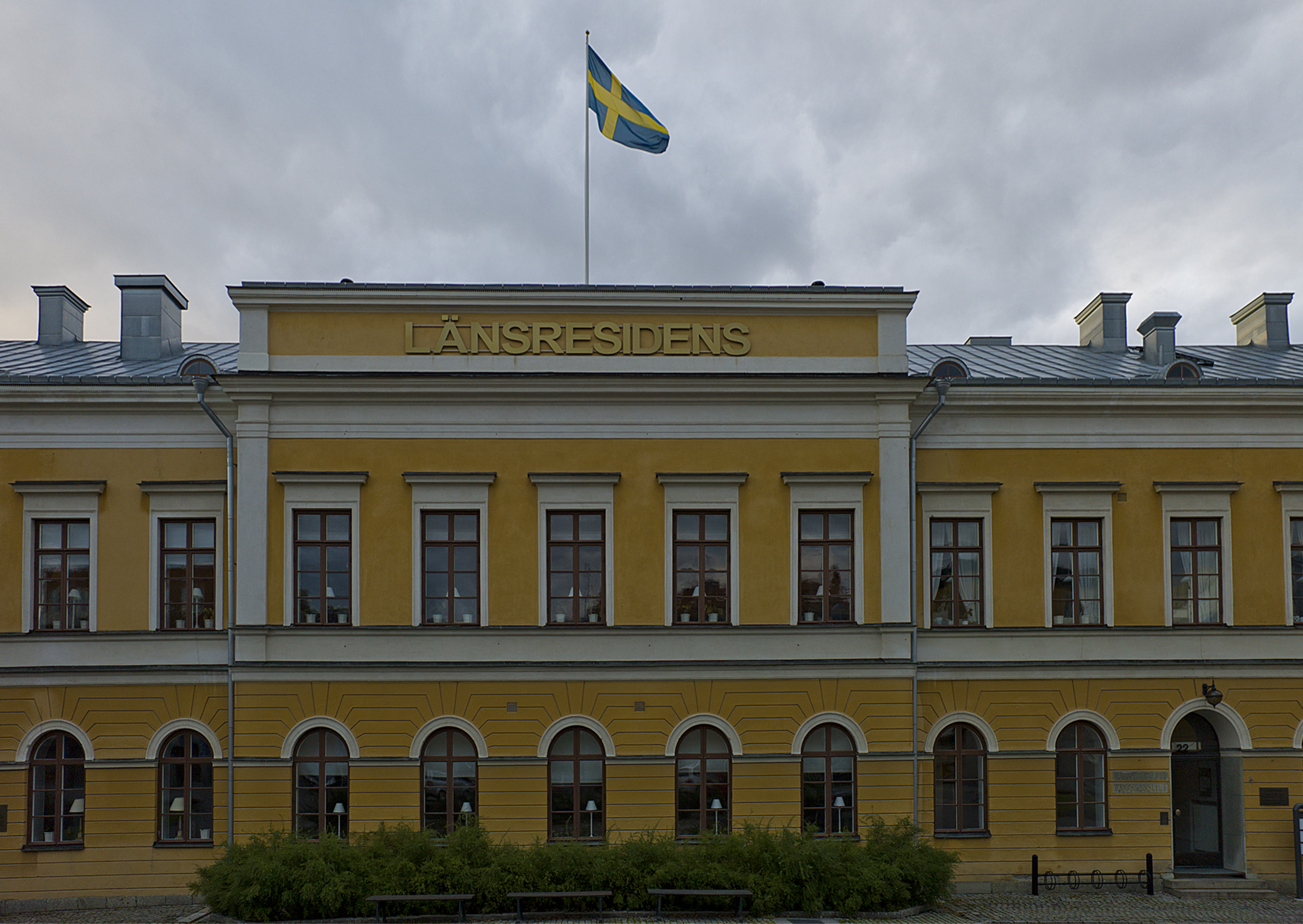
Residentie van Jämtlands län in Östersund

### Landshövding
De vertegenwoordiger van de rijksoverheid in Jämtlands län is sinds 1 april 2021 Marita Ljung, een politica van de Centrumpartij.

### Landsting
De Landsting, formeel Jämtlands län landsting, wordt bestuurd door de landstingsfullmäktige, die sinds 1991 uit 55 leden bestaat. Door de landstingfullmäktige wordt een dagelijks bestuur, de landstingsstyrelsen, gekozen.
Bij de laatste verkiezingen, in 2018, was de zetelverdeling in de landstingsfullmäktige:
- Vänster (V): 5 zetels
- Arbeiderspartij (S): 18 zetels
- Groenen (MP): 2 zetels
- Sverigedemokraterna (SD): 5 zetels
- Centrum (C): 11 zetels
- Liberalerna (L): 2 zetels
- Christendemocraten (KD): 4 zetels
- Moderaterna (M): 8 zetels